# Liste der Bodendenkmäler in Ottensoos
Auf dieser Seite sind die Bodendenkmäler in der mittelfränkischen Gemeinde Ottensoos zusammengestellt. Diese Tabelle ist eine Teilliste der Liste der Bodendenkmäler in Bayern. Grundlage ist die Bayerische Denkmalliste, die auf Basis des Bayerischen Denkmalschutzgesetzes vom 1. Oktober 1973 erstmals erstellt wurde und seither durch das Bayerische Landesamt für Denkmalpflege geführt wird. Die folgenden Angaben ersetzen nicht die rechtsverbindliche Auskunft der Denkmalschutzbehörde.

Mit dem Stand vom 3. Juli 2018 sind 24 Bodendenkmäler von Ottensoos in der Bayerischen Denkmalliste eingetragen.

## Hinweise zu den Angaben in der Tabelle
- Spalte Name, Bezeichnung: Bezeichnung des denkmalgeschützten Objektes
- Spalte Ortsteil: Ortsteil, in dem sich das denkmalgeschützte Objekt befindet
- Spalte  Koordinaten: Geografischer Standort
- Spalte Denkmalnummer: Offizielle Denkmalnummer des Bayerischen Landesamts für Denkmalpflege
- Spalte Zeitstellung: Besondere Daten, so weit bekannt oder ableitbar, teilweise auch Datum der Ersterwähnung der Liegenschaft
- Spalte Denkmalumfang, Bemerkung: Nähere Erläuterungen über den Denkmalstatus, den Umfang der Liegenschaft und ihre Besonderheiten

Bis auf die Spalte Bild sind alle Spalten sortierbar.

## Liste der Bodendenkmäler
| Name, Bezeichnung | Ortsteil                      | Koordinaten                        | Denkmalnummer | Zeitstellung | Denkmalumfang, Bemerkung                                                                             | Bild           |
| --- | ----------------------------- | ---------------------------------- | ------------- | ------------ | --- | -------------- |
| Siedlung der späten Bronzezeit | Ottensoos                     | 49° 30′ 19,44″ N, 11° 19′ 50,26″ O | D-5-6433-0144 |              | In der Waldflur Vogelslohe westlich von Ottensoos                                                    |                |
| Freilandstation des Mesolithikums, Siedlung der Urnenfelderzeit                                                                                | Ottensoos                     | 49° 30′ 49,57″ N, 11° 19′ 35,32″ O | D-5-6433-0145 |              | Auf dem Kronberg nordwestlich von Ottensoos                                                          |                |
| Freilandstation des Mesolithikums, Siedlung der Latènezeit, mittelalterliche Wüstung                                                           | Ottensoos                     | 49° 30′ 42,19″ N, 11° 19′ 51,92″ O | D-5-6433-0146 |              | Nordwestlich von Ottensoos                                                                           |                |
| Siedlung vorgeschichtlicher Zeitstellung | Ottensoos                     | 49° 30′ 9,49″ N, 11° 19′ 37,11″ O  | D-5-6433-0147 |              | Südwestlich von Ottensoos                                                                            |                |
| Freilandstation des Endpaläolithikums und des Mesolithikums, Siedlung der Bronze- und Latènezeit, mittelalterliche Wüstung                     | Ottensoos/Neunkirchen am Sand | 49° 31′ 3,94″ N, 11° 20′ 7,65″ O   | D-5-6433-0148 |              | Im Gewerbegebiet Bräunleinsberg. Gemeindegrenze zu Neunkirchen am Sand überschreitendes Bodendenkmal |                |
| Freilandstation des Mesolithikums, Siedlung der Schnurkeramik und der Urnenfelderzeit, Grabhügel und Brandgräber der Hallstatt- und Latènezeit | Ottensoos/Neunkirchen am Sand | 49° 31′ 13,1″ N, 11° 20′ 41,23″ O  | D-5-6434-0064 |              | Südlich von Speikern. Gemeindegrenze zu Neunkirchen am Sand überschreitendes Bodendenkmal            |                |
| Siedlung der Schnurkeramik, der Urnenfelder- und Frühlatènezeit                                                                                | Ottensoos                     | 49° 30′ 9,6″ N, 11° 20′ 12,51″ O   | D-5-6434-0078 |              | Südlich von Ottensoos                                                                                |                |
| Siedlung der späten Bronze- und Urnenfelderzeit                                                                                                | Ottensoos                     | 49° 30′ 16,56″ N, 11° 20′ 14,89″ O | D-5-6434-0079 |              | Am südlichen Ortsrand von Ottensoos                                                                  |                |
| Siedlung der späten Bronzezeit | Ottensoos                     | 49° 30′ 37,62″ N, 11° 20′ 51,5″ O  | D-5-6434-0080 |              | Am östlichen Ortsrand von Ottensoos                                                                  |                |
| Siedlung der späten Bronzezeit | Ottensoos                     | 49° 30′ 40,44″ N, 11° 20′ 41,06″ O | D-5-6434-0082 |              | Am östlichen Ortsrand von Ottensoos                                                                  |                |
| Siedlung der Späthallstatt- und Frühlatènezeit                                                                                                 | Ottensoos                     | 49° 30′ 22,44″ N, 11° 21′ 37,86″ O | D-5-6434-0083 |              | Östlich von Ottensoos                                                                                |                |
| Siedlung vorgeschichtlicher Zeitstellung | Ottensoos                     | 49° 31′ 1,68″ N, 11° 20′ 43,29″ O  | D-5-6434-0084 |              | Nördlich von Ottensoos                                                                               |                |
| Siedlung der Urnenfelderzeit | Ottensoos                     | 49° 30′ 59,84″ N, 11° 21′ 4,21″ O  | D-5-6434-0085 |              | Nordöstlich von Ottensoos                                                                            |                |
| Siedlung vorgeschichtlicher Zeitstellung | Ottensoos                     | 49° 29′ 59,24″ N, 11° 21′ 3,92″ O  | D-5-6434-0086 |              | Südöstlich von Ottensoos                                                                             |                |
| Siedlung der Urnenfelder- und Latènezeit | Ottensoos                     | 49° 30′ 44,36″ N, 11° 20′ 51,41″ O | D-5-6434-0087 |              | Am nordöstlichen Ortsrand von Ottensoos                                                              |                |
| Siedlung der Urnenfelder- und Hallstattzeit | Ottensoos                     | 49° 30′ 43,32″ N, 11° 21′ 0,99″ O  | D-5-6434-0088 |              | Am nordöstlichen Ortsrand von Ottensoos                                                              |                |
| Siedlung der späten Latènezeit sowie des frühen und hohen Mittelalters                                                                         | Ottensoos                     | 49° 30′ 42,46″ N, 11° 20′ 36,22″ O | D-5-6434-0090 |              | Am nordöstlichen Ortsrand von Ottensoos                                                              |                |
| Siedlung der Hallstatt- und der späten Latènezeit                                                                                              | Ottensoos                     | 49° 31′ 10,8″ N, 11° 20′ 31,5″ O   | D-5-6434-0092 |              | Östlich von Bräunleinsberg                                                                           |                |
| Siedlung vorgeschichtlicher Zeitstellung | Ottensoos                     | 49° 30′ 25,62″ N, 11° 21′ 3,55″ O  | D-5-6434-0093 |              | Am östlichen Ortsrand von Ottensoos                                                                  |                |
| Mittelalterliche und frühneuzeitliche Befunde im Bereich der evangelisch-lutherischen Pfarrkirche St. Veit und ihres befestigten Kirchhofs     | Ottensoos                     | 49° 30′ 34,06″ N, 11° 20′ 26,4″ O  | D-5-6434-0240 |              | Kirche St. Veit                                                                                      | weitere Bilder |
| Siedlung der Urnenfelderzeit | Ottensoos/Lauf an der Pegnitz | 49° 29′ 41,68″ N, 11° 19′ 35,28″ O | D-5-6533-0019 |              | Auf dem Kornberg. Gemeindegrenze zu Lauf an der Pegnitz überschreitendes Bodendenkmal                |                |
| Siedlung vorgeschichtlicher Zeitstellung | Ottensoos/Lauf an der Pegnitz | 49° 29′ 52,23″ N, 11° 19′ 29,82″ O | D-5-6533-0063 |              | Gemeindegrenze zu Lauf an der Pegnitz überschreitendes Bodendenkmal                                  |                |
| Siedlung vorgeschichtlicher Zeitstellung | Ottensoos                     | 49° 29′ 53,28″ N, 11° 20′ 52,45″ O | D-5-6534-0120 |              | Südlich von Ottensoos                                                                                |                |
| Siedlung der Urnenfelderzeit | Weigenhofen                   | 49° 28′ 59,29″ N, 11° 21′ 36,5″ O  | D-5-6534-0123 |              | Westlich von Sendelbach                                                                              |                |